# 湘南新宿線
湘南新宿線（日语：／ Shōnan Shinjuku Rain */?）是位於日本關東地方的區域鐵路運行系統，由東日本旅客鐵道（JR東日本）營運。整個系統以新宿站為中心，運用既有的鐵道路線，將東海道線、高崎線、宇都宮線（東北本線）、橫須賀線等首都圈內的中距離路線相互直通運行。
在本节中，除需要说明线路的正式名称外，东北本线宇都宫站方向的线路使用昵称「宇都宫线」，东海道本线小田原站方向的线路使用乘客信息中的名称「东海道线」。

## 概要
湘南新宿線是在既有之宇都宮線、高崎線、橫須賀線、東海道本線（下述皆略記為東海道線）等各線，經新宿站互相通行之首都圈縱貫列車。本路線把以前部分以東京站、上野站等各主要山手線車站為終點的東海道線、橫須賀線、宇都宮線、高崎線之中距離列車，改與新宿等副都心連接，從而直通南北路線。该线路系统与途经上野站和东京站的上野东京线一起，将北关东地区与神奈川县连接起来。由2001年12月1日時間表調整後,湘南新宿線开始运营，現時設有兩條路線，一是從東海道線到高崎線的直通列車，另一條是由宇都宮線到橫須賀線的直通列車。宇都宫线-横须贺线的路线在宇都宫站和逗子站之间运行，而高崎线-东海道线的路线在高崎站和小田原站之间运行，部分列车在到达高崎站后也会经过上越线和两毛线继续开往前桥站。 与本线相比，上野东京线赤羽站至横滨站之间的线路更直，自 2015 年上野东京线开通以来，来往于埼玉县和神奈川县之间的乘客也被分散到上野东京线上。
要注意的是，「湘南新宿線」只是普通列車（包含快速、特別快速）的「系統路線名」，在同一區段內運行的特急列車、急行列車、通勤列車與臨時列車等皆不稱為「湘南新宿線」。近年来，"湘南新宿线 "主要用于列车内的广播提示用，表示这些列车途经湘南新宿线区间（大宫站 - 新宿站 - 大船站之间）。
新線開通初期每天只開行25對列車，其中宇都宮線、高崎線的直通列車有18對，並有運行東海道、橫須賀線方向至新宿站後折返的短途列車，但並無針對東京站與上野站為起點車次的輔助列車。隨著乘客量增加而開始增加班次，且因池袋站內軌道配置改良完成，大大提高了增班的能力，在2004年10月16日的時間表修訂中，湘南新宿線開始所有列車直通南北，並大幅提高至每天64對列車。宇都宮線～橫須賀線系統與東海道線～高崎線系統兩者交互運行，大宮站～大船站之間運行數量大約每小時4班、早上每小時6班。全部列車皆使用E231系電車或E233系電車，其中兩節為雙層綠色車廂（高級車廂）。
另外，湘南新宿線的車資計算方法與實際行駛距離不同，在池袋～赤羽間是以經過埼京線（赤羽線）來計算，大崎～橫濱間與由東京方向駛來的橫須賀線列車相同，皆以經過品川來計算。
在运行路线方面，大宫站-新宿站-大船站之间的列车通过以下线路运行（具体参见 "运行路线 "部分）。
1. 东北本线（大宫站 至 田端站 ）：东北货运线。
2. 山手线（田端站 至 品川站）：山手货运线上。
3. 东海道本线（品川站 至 大船站之间）：在信鹤线和横须贺线上运行（东海道线 至 高崎线列车在户塚站和大船站之间的东海道线上运行）。

### 车站与车内的旅客引导信息
在 JTB 时刻表和 JR 时刻表中，东海道线 - 高崎线系统的列车在全区间都被表示为 "快速 "或 "特别快速"，因为它在上述 3.区间（大崎站和大船站之间）运营快速服务。另一方面，宇都宫线-横须贺线系统的列车在上述 1 至3 区间的各站均有停靠，因此被描述为 "普通"，而宇都宫线的快速列车仅在宇都宫线页面中被表示为 "快速"。
在 JR 东日本官方网站的车站时刻表中，东海道线 - 高崎线系统的列车被表示为为 "快速 "或 "特别快速"，宇都宫线 - 横须贺线系统的快速列车（大山站和大宫站之间的快速）的全区间都被描述为 "快速"。

#### 廣播介紹
車內的自動廣播介紹是在車站發車後，以「湘南新宿線（直通路線名）直通」「（種別）」「（目的地）」的順序進行廣播。
在導入東京圈輸送管理系統(ATOS)的車站內之自動廣播，以同樣的順序進行介紹〈「在1號月台即將到達的是 湘南新宿線 直通東海道線 開往小田原的 特別快速列車。為了避免危險 請於黃色線後等候。」〉（以新宿站為例）。但是因為內容很繁瑣，也有車站省略介紹「湘南新宿線」與「直通路線名」。

#### 車站內的介紹標示
隨著湘南新宿線的增發，車站內的介紹標示也產生變化。在剛開始運行時的介紹標示是「東海道線 橫濱、大船、小田原方向（湘南新宿線）」（以新宿站為例）等以直通方向為主，「湘南新宿線」的字樣為副，但是，最近山手線內各站（池袋站、新宿站、澀谷站等）及赤羽站的介紹是「湘南新宿線 橫濱、大船、小田原、逗子方向」，以「湘南新宿線」表示直通路線名省略，此外，剪票口附近的發車時刻介紹指示器有設置湘南新宿線專用的部分。

#### 路線圖標示
在車內的停車站介紹圖裡，小山車輛中心車輛標示為「湘南新宿線（宇都宮線系統、高崎線系統）、宇都宮線、高崎線」，國府津車輛中心車輛是「東海道線、伊東線、湘南新宿線（東海道線系統）、高崎線」。前者沒有東海道、橫須賀線東京口的標示線西端只到小田原為止，後者於高崎線上野口只有普通列車的標示線沒有與「通勤快速」的標示線。
一直以來在「東京近郊路線圖」裡與東海道線路線色是同色（橘色）的線，描繪的方式是以橘色的線由新川崎方向往橫濱方向延伸，與東京發車的橘色線合流，然後這個橘色線由大船往逗子方向延伸，這會讓人誤以為自東京方向開始的橘色線（東海道線）也與橫須賀線是直通，之後於2004年10月16日時刻表調整更新的「東京近郊路線圖」裡，湘南新宿線使用專用的線（紅色），與東京方向發車的東海道、橫須賀線及上野發車的高崎、宇都宮線並行描繪，這是為了在路線圖上與相鄰的線上顏色上方便區分所以使用紅色，湘南新宿線的公式路線色並非紅色，在車站內的搭乘簡介中是使用直通路線的顏色（橘色、藍色）。

#### 「湘南新宿線」介紹的省略
經過新宿站之後，進入直通路線的北行列車在大宮站以北、南行列車在戶塚站以南，利用者已經不需要區分是湘南新宿線列車或東京、上野列車，所以在上述區間車站內的標示與列車目的地告示常常省略「湘南新宿線」。
列车在进入直通线路后（即通過大宮～大船之後），车内的引导信息（车站指示和自动广播）中将省略 "湘南新宿线 "和 "○○线直达"，信息的显示将与当前所在线路内的普通列车和快速列车相同（例如，从大宫以北的主要车站出发，开往笼原的高崎线直通快速列车的广播为：「この電車は、高崎線 普通列車 籠原行きです」（"本列车是高崎线开往笼原的普通列车"）。另一方向，車外LED式行先表示器通常在全區間皆有「湘南新宿線 ○○線直通」的字樣。其他內容如以下描述：
1. 南行快速在戶塚～小田原區間、北行快速在大崎～前橋區間都是各站停車，通常會消去「快速」的標示，但是乘務員常常沒有消去「快速」，通常是與東京、上野方向來的普通列車切換同樣的標示（「東海道線」或「高崎線」⇔「○○（目的站名）」交互）。「特別快速」因為並非只有湘南新宿線，所以標示不會在途中消除。在快速方向，南行於宮原發車時還沒有標示「快速」，到達大宮前到於橫濱發車時會標示「快速」，到戶塚之前「快速」標示再消失。北行在橫濱發車前標示「快速」，到大崎前「快速」標示消失。這一部份與宇都宮線內快速運轉的普通同一時機切換（南行到達大宮前「快速」消失，北行大崎到達前標示「快速」）。
2. 南行普通自西大井開始「湘南新宿線 橫須賀線直通」的終點標示，多半會依乘務員的判斷只標示目的站名（「大船」或「逗子」）。「橫須賀線」並沒有載入E231系的行先表示器設定ROM中。
3. 由新宿方向而來由E231系運行的15輛編成與東京、千葉方向而來由E217系運行的15輛編成在綠色車廂的停車位置不同，因此西大井～鎌倉的各站下行月台，湘南新宿線列車月台時刻表文字色會改變做區別，月台上LED的列車介紹標示也會有所不同。有的湘南新宿線的列車會標示「10輛 4門」或「15輛 4門」。
4. 赤羽站北行列车的发车标志上写着 "宇都宫线（东北线）、高崎线（途经埼玉新都心）"，省略了湘南新宿线的名称。

但東急電鐵與京王電鐵等車內或車站標示的路線途中，只寫山手線與埼京線，湘南新宿線常被省略。（因為並非正式名稱）

## 開始運行的背景
關於湘南新宿線開始運行的背景，由以下各點說明。

### 與民營鐵路公司間的競爭對策
21 世纪初，JR 东日本在东京首都圈的常规线路运输量呈下降趋势。 这不仅是由于出生率下降和人口老龄化等社会变化导致的，还因为其他竞争性铁路公司已经形成了连接神奈川、东京和埼玉的铁路线路网。为了应对这种竞争，JR东日本于神奈川和东京/埼玉之间开通了新的途经新宿站的直达列车。

### 北關東、南關東間連結運輸之需要性存在
依照下表所示，由北關東（此處為栃木縣、群馬線）至東京都、神奈川線的旅客需求相當大，實施直通運轉可以對應此需求，同時也期望可藉此開拓新的客源。
各都縣間鐵道旅客流動狀況（2000年）
| 出發地＼目的地 | 栃木縣 | 群馬縣 | 合計     | -      | -     |
| 埼玉縣         | 642    | 471    | 1,113    | -      | -     |
| 東京都         | 3,075  | 1,869  | 4,944    | -      | -     |
| 神奈川縣       | 765    | 243    | 1,008    | -      | -     |
| 千葉縣         | 336    | 292    | 628      | -      | -     |
| 合計           | 4,818  | 2,875  | -        | -      | -     |
| 出發地＼目的地 | 埼玉縣 | 東京都 | 神奈川縣 | 千葉縣 | 合計  |
| 栃木縣         | 1,252  | 2,963  | 939      | 595    | 5,749 |
| 群馬縣         | 935    | 2,027  | 415      | 485    | 3,862 |
| 合計           | 2,187  | 4,990  | 1,354    | 1,080  | -     |

（單位：千人/年）
運輸省調查

### 埼京線終止延長的替代
1984年2月时刻表修订后，货物列车运行班次大幅消减之际，线路的容量随即增加，因此首次开行了由东北本线（宇都宫线）的小金井站和高崎线的笼原站出发，经由东北货运线开往赤羽站的上行列车（仅单程）。
原本在1985年的"運輸政策審議会答申第7号"中有計畫要延長埼京線至高崎線的宮原站，但僅完成至大宮站，最後以與電氣化後之川越線直通運行來替代。之後當時的大宮市與居民好幾次提出延長埼京線的意見，在JR設立以後，開始利用東北貨物線將宇都宮線、高崎線運行至池袋站，逐漸發展成現在的湘南新宿線。

### 車輛運用的合理化與都心車輛基地的活用
從JR東日本的經營面來看，包含湘南新宿線在內的南北直通運轉可以獲得以下好處：
1. 共同運用車輛可以減少所需要的車輛數
2. 透過車輛基地的共同使用，有效減少整備的費用
3. 位於都心區的車輛基地可以移轉至郊外，可增加再開發的可能性。

对于JR东日本还是有不少好处，在 2015 年（平成 27 年）上野东京线开始运营后，JR 东日本将着手实施废除田町车辆中心、品川车辆基地的合并和再开发，以及山手线和京滨东北线的高轮Gateway站的启用等相关项目。

## 市场竞争对手的动向

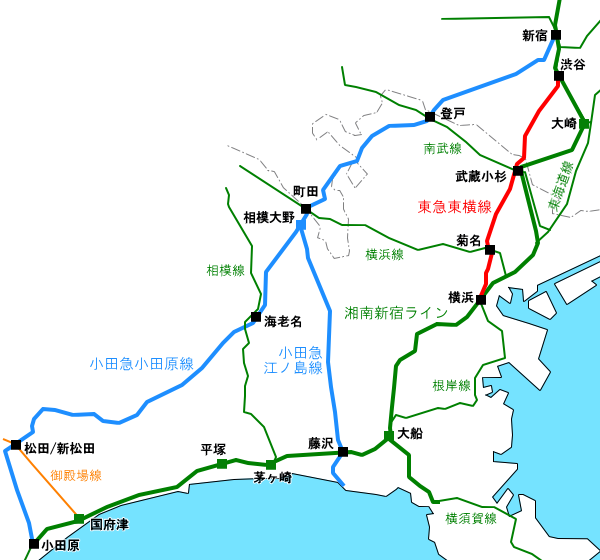
新宿-涩谷-横滨-小田原 的竞争情况

湘南新宿线的开通也对相互竞争的私营铁路公司产生了影响。 特别是在涩谷站-武藏小杉站-横滨站之间开展竞争的东急电铁和在新宿站-藤泽站·小田原站之间开展竞争的小田急电铁，这两家私铁公司都对应地实施了新的对策。
东急电铁
东急自 2001 年 3 月 28 日（时刻表修订）起，在湘南新宿线运营之前，东急开始在东横线上运营特急列车，以加强涩谷站至横滨站 - 樱木町站（自 2004 年 2 月 1 日起，区间延伸至港未来线的元町·中华街站运营）之间的快速化输送能力。

自 2013 年 3 月 16 日（平成 25 年）起，该竞争路段进一步延伸至横滨站 - 池袋站，东急开始与东京地铁（东京METRO）副都心线（和光市站与涩谷站之间）互相直通运营。
小田急电铁
小田急在 2002 年 3 月 23 日的时刻表修订中，在藤泽站和新宿站之间设立了 "湘南急行"列车。
在 2004 年 12 月 11 日的时刻表修订中，"湘南急行 "被取消，取而代之的是在江之岛线和小田原线新设的 "快速急行"列车，以提高运输服务的速达性。

## 运行路線

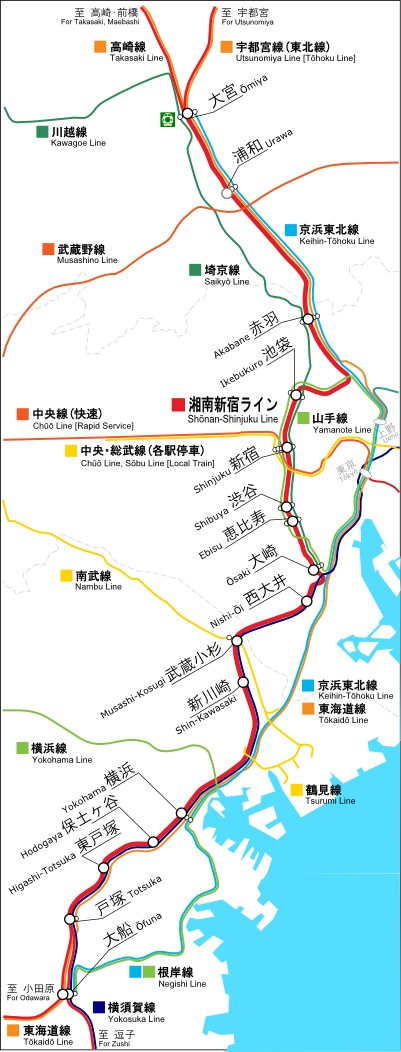
路線圖

湘南新宿线途经东北本线（大宫站 至 田端站）、山手线（田端站 至 品川站之间）和东海道本线（品川站和大船站之间），在大宫以北分别与宇都宫线和高崎线相互直通运行，在大船以南分别与横须贺线和东海道线相互直通运行。
运营系统包括
1. 宇都宫线和横须贺线之间的直通系统
2. 高崎线和东海道线的直通系统

东海道线与宇都宫线之间没有像上野东京线那样的直通运行系统设定。
大宫站和大船站之间的大部分运行区间（东北本线·山手线·东海道本线）最初主要供货物列车使用，随着 1980 年 SM分离（指东京-大船区间横须贺线列车与新宿方向开往南边的列车的运行系统分离的行动）、1980 年代货运合理化以及武藏野线的开通，许多线路被转为客运线路。

### 東北貨物線（大宮站～田端站間）
从大宫站到田端站，列车运行在东北本线的货运线上（通常称为东北货运线）。 从大宫站到赤羽站，与东北本线客运线（从上野·东京·品川·川崎方向的宇都宫线、高崎线（也包含上野东京线列车）运行的线路）和京滨东北线（线籍属于东北本线）并行。 宇都宫线和高崎线的列车（也包含上野东京线的列车）会在这一段停靠埼玉新都心站，由于货运线没有站台，所以湘南新宿线的列车不会停靠此站。
湘南新宿线列车与东北本线的客运线分离后，驶向王子站附近的尾久车辆中心（尾久站），在东京新干线车辆中心附近与京滨东北线并行，然后在田端站与京滨东北线分离，进入中里隧道，在那里向西弯曲至山手线南侧。 不过，湘南新宿线列车不会在田端站停车（因为路线上不经过田端站）。

### 山手貨物線（田端站～大崎站間）
从田端站到大崎站，该线路在山手线的货运线上运行（通称为山手货运线），途经驹込站、巢鸭站和大塚站 (东京都)，与山手线列车并行。
该线路在池袋站和大崎站之间与埼京线共用轨道，途中在新宿站、涩谷站和惠比寿站设有站台。 高崎线-东海道线系统的特别快速列车经过惠比寿站，其他列车则均在这些车站停车。 在池袋站和大崎站之间，湘南新宿线的列车与埼京线的列车共同在这一段线路中扮演了快速列车的角色，而山手线则在沿线各站停靠。

### 大崎支線（大崎站～舊蛇洼信号站間）
从大崎站开始，该线路与东京临海高速铁道临海线分离（临海线与埼京线在上下行之间都是直通运行），进入一条通常称为大崎支线（蛇窪线）的捷径联络路。 该线路与横须贺线列车运行的东海道本线支线（称为品鹤线\）相交，然后在西大井站前的旧蛇洼信号站（大崎站内）急转弯与品鹤线汇合。 大崎支线过去是山手货运线（在铁路登记册中称为山手线），但现在被视为大崎站站场的一部分，包括原蛇窪信号站。

图片上方为直通横滨·小田原·逗子方向，右侧为新宿·池袋·大宫·宇都宫·高崎方向，下方为东京·品川方向

### 品鶴線～橫須賀線（舊蛇洼信号站～鶴見站～大船站間）
在前蛇洼信号站和鹤见站之间，列车运行在品鹤线上，在鹤见站和户塚站之间，列车运行在东海道本线的旧货运线上（现为横须贺线专用线）。
这段线路曾作为货运线路使用，但在 1980 年 10 月 1 日 SM分离时，品川站至大船站的路段从该线路转为横须贺线列车专用轨道。 在原蛇洼信号站和户塚站之间，横须贺线的所有列车都停靠西大井站、武藏小杉站、新川崎站、横滨站、保土谷站和东户塚站，宇都宫线-横须贺线的湘南新宿线列车（包括开往大船的列车）也停靠所有这些车站，但高崎线-东海道线的列车停靠武藏小杉站和横滨站。东海道线直通列车从户塚站出发，通过车站南端的交叉线，从横须贺线轨道转入东海道客运专线。

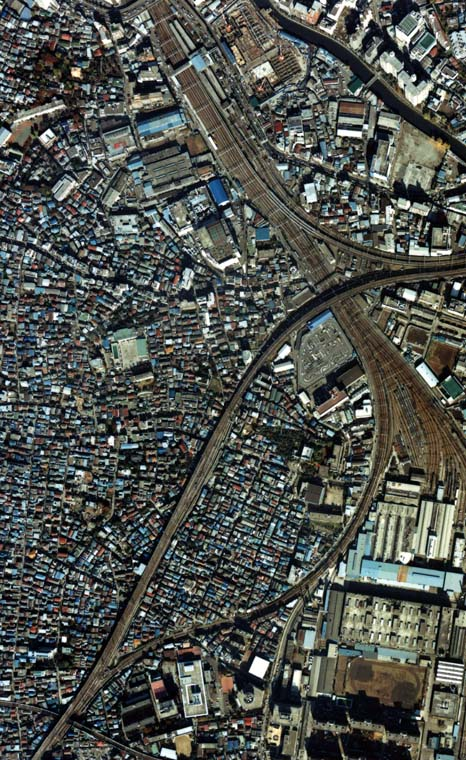
右侧急转弯的线路是蛇洼线，湘南新宿线的列车就在这条线路上运行。
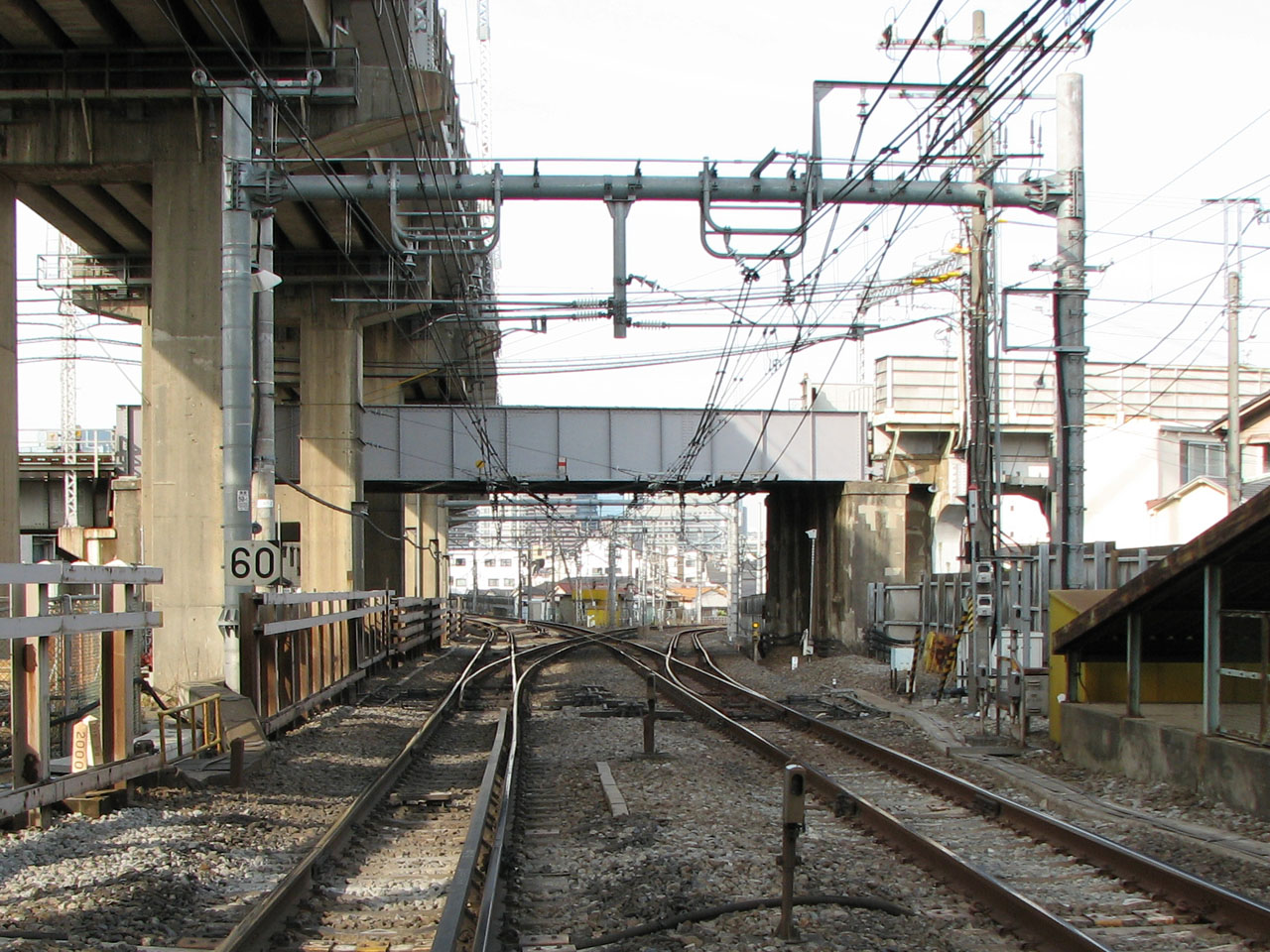
前蛇洼信号站。与之平行的高架线是东海道新干线，与之交叉的高架线是东急大井町线。

## 運行形态

运行系统图

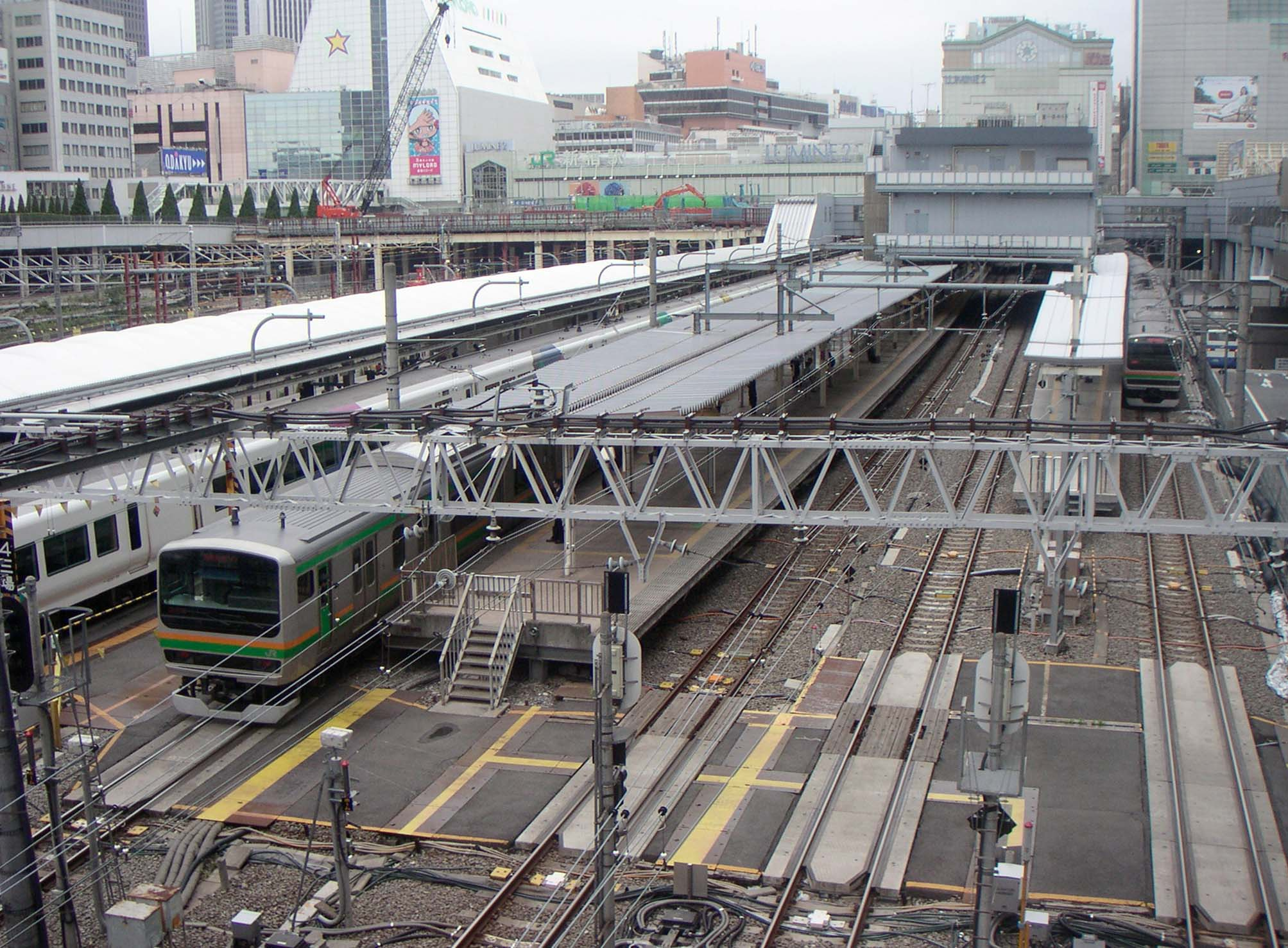
於新宿站停車中的湘南新宿線

### 運行系統與列車種類
湘南新宿線分為「宇都宮線－橫須賀線」及「高崎線－東海道線」兩個系統。兩個系統的班次大致以交替方式運行，大宮站－大船站段早上每小時運行6班，其他時段每小時運行約4班。日間新宿站的湘南新宿線發車時間固定為南行每小時00、15、30、45分，北行毎小時09、19、39、49分。与上野东京线相比，由于与埼京线、横须贺线和总武快速线等线路共用区间，因此列车的班次较为有限。所有班次均以E231系或E233系列車運行，所有列車均有兩輛雙層綠色車廂。
如上所述，由于在相应的区间没有站台，即使是普通列车也不会在埼玉新都心站停靠。并且由于那段线路为四个轨道并行的线路，乘坐从新宿和池袋方向开来的列车的旅客需要在赤羽站或浦和站换乘时，这就需要上下楼梯切换站台（不能在同一站台换乘）。 从同一方向换乘直通前往宇都宫线的土呂站的快速列车或直通高崎线前往宫原方向的特别快速列车时也是如此。 不过，也可在大宫站换乘列车前往这两个车站。
横须贺线系统与湘南新宿线有直接连接，但与上野东京线没有直接连接。 此外，东海道线和宇都宫线之间也没有像上野东京线那样的直接连接。
| 种类＼车站     | 种类＼车站 | …                       | 大宮                    | 大宮                    | …                       | …                       | 池袋                    | 池袋 | …   | 新宿 | 新宿 | …   | 大崎 | 大崎               | …                  | 武藏小杉           | 武藏小杉           | …                  | 大船               | 大船               | …                  |
| -------------- | ---------- | ----------------------- | ----------------------- | ----------------------- | ----------------------- | ----------------------- | ----------------------- | ---- | --- | ---- | ---- | --- | ---- | ------------------ | ------------------ | ------------------ | ------------------ | ------------------ | ------------------ | ------------------ | ------------------ |
| 湘南新宿线系统 | 特急       |                         |                         |                         |                         |                         |                         | 1班  | 1班 | 1班  | 1班  | 1班 | 1班  | →成田線 成田空港   | →成田線 成田空港   | →成田線 成田空港   | →成田線 成田空港   | →成田線 成田空港   | →成田線 成田空港   | →成田線 成田空港   | →成田線 成田空港   |
| 湘南新宿线系统 | 特急       |                         |                         |                         |                         |                         |                         | 1班  |     |      |      |     |      | →成田線 成田空港   | →成田線 成田空港   | →成田線 成田空港   | →成田線 成田空港   | →成田線 成田空港   | →成田線 成田空港   | →成田線 成田空港   | →成田線 成田空港   |
| 湘南新宿线系统 | 特別快速   | 高崎線 高崎←            | 高崎線 高崎←            | 1班                     | 1班                     | 1班                     | 1班                     | 1班  | 1班 | 1班  | 1班  | 1班 | 1班  | 1班                | 1班                | 1班                | 1班                | 1班                | 1班                | →東海道線 小田原   | →東海道線 小田原   |
| 湘南新宿线系统 | 快速       | 高崎線 籠原←            | 高崎線 籠原←            | 1班                     | 1班                     | 1班                     | 1班                     | 1班  | 1班 | 1班  | 1班  | 1班 | 1班  | 1班                | 1班                | 1班                | 1班                | 1班                | 1班                | →東海道線 平塚     | →東海道線 平塚     |
| 湘南新宿线系统 | 快速       | 宇都宮線 宇都宮←        | 宇都宮線 宇都宮←        | 1班                     | 1班                     | 1班                     | 1班                     | 1班  | 1班 | 1班  | 1班  | 1班 | 1班  | 1班                | 1班                | 1班                | 1班                | 1班                | 1班                | →横須賀線 逗子     | →横須賀線 逗子     |
| 湘南新宿线系统 | 普通       | 宇都宮線 宇都宮←        | 宇都宮線 宇都宮←        | 1班                     | 1班                     | 1班                     | 1班                     | 1班  | 1班 | 1班  | 1班  | 1班 | 1班  | 1班                | 1班                | 1班                | 1班                | 1班                | 1班                | →横須賀線 逗子     | →横須賀線 逗子     |
| 埼京线系统     | 快速       | 途径埼京线 川越线 川越← | 途径埼京线 川越线 川越← | 途径埼京线 川越线 川越← | 途径埼京线 川越线 川越← | 途径埼京线 川越线 川越← | 途径埼京线 川越线 川越← | 3班  | 3班 | 3班  | 3班  | 3班 | 3班  | →临海线直通 新木场 | →临海线直通 新木场 | →临海线直通 新木场 | →临海线直通 新木场 | →临海线直通 新木场 | →临海线直通 新木场 | →临海线直通 新木场 | →临海线直通 新木场 |
| 埼京线系统     | 各站停車   |                         |                         | 途径埼京线 大宮←        | 途径埼京线 大宮←        | 途径埼京线 大宮←        | 途径埼京线 大宮←        | 3班  | 3班 | 3班  |      |     |      |                    |                    |                    |                    |                    |                    |                    |                    |
| 埼京线系统     | 各站停車   |                         |                         |                         |                         | 途径埼京线 武藏浦和←    | 途径埼京线 武藏浦和←    | 3班  | 3班 | 3班  |      |     |      |                    |                    |                    |                    |                    |                    |                    |                    |
| 埼京线系统     | 各站停車   |                         |                         |                         |                         |                         |                         |      |     |      | 2班  | 2班 | 2班  | 2班                | 2班                | 2班                | →相铁线直通 海老名 | →相铁线直通 海老名 | →相铁线直通 海老名 | →相铁线直通 海老名 | →相铁线直通 海老名 |

#### 宇都宮線－橫須賀線系統
- 湘南新宿線普通（宇都宮線：普通、大宮－大船：普通、橫須賀線：普通）
  - 自2001年12月1日開設湘南新宿線時運行的類別。班次方面為日間每小時1班，繁忙時間每小時2至3班。列車運行區間基本為宇都宮站、小金井站－逗子站，部分班次南端以大船站為起終點站，平日早上另有1班自古河站開出的南行班次。列車在所有途經的路段均以普通列車類別運行。多數班次會以最長的15輛編組運行所有路段，但部分班次會於小金井站連結或分離5輛附屬編組，或以10輛編組運行所有路段。
  - 湘南新宿线开往宇都宫北行方向的末班车比高崎线系统早 30 分钟，但可以乘坐随后的高崎线列车，在大宫站换乘从上野开出的宇都宫线末班车。
  - 开通初期，曾经开设过前往横须贺站的列车。宇都宫线也有往返黑矶站的列车，但在 2004 年 3 月 13 日时刻表修订后，行车的运行系统在宇都宫站被分割，该列车从此停运。
  - 以往每周五晚（节假日除外）有一趟往返新宿站与横须贺线的直通临时列车[† 4]，该列车不会直通宇都宫线（9740Y：21:31从大船站发车，22:24到达新宿站；9741Y：22:31从新宿站发车，23:22到达大船站）。这对往返于新宿站的列车，其列车的方向幕上会显示为 "湘南新宿线"（但不会显示其直通线路的线路名称）。同时，车站内的广播只会简单地播报 "普通列车 开往新宿"，不使用 "湘南新宿线 "的名称[† 5]。户塚站的全彩 LED 显示屏也只会显示黑色的■ "普通 "字样，与东海道线始发终到东京站和品川站的列车一样[† 6]，与南北直通的湘南新宿线的普通列车不同。
- 湘南新宿線普通／湘南新宿線快速（宇都宮線：快速、大宮站 - 大船站間:普通、橫須賀線：普通）
  - 2004年10月16日增設，早上及日間每小時運行一班，運行區間為宇都宮站－大船站、逗子站。與普通班次最大的分別是在宇都宮線內為快速列車，而在其他路段維持普通列車的安排。這些新設的班次主要是將日間原以上野站為起終點站的快速「兔」號（ラビット）轉換為湘南新宿線的班次。雖然JR東日本官方網站的時間表均標示這些班次為快速列車，但一般車站及車廂內廣播只會在南行起點站至大宮、北行大崎站及以北才使用「湘南新宿線快速」類別。宇都宮線內換乘方面，南行班次在古河站可與往上野方向的普通列車相互轉乘，北行班次在久喜站可與自上野開出的普通列車相互轉乘（部分班次除外）。多數班次會以最長的15輛編組運行所有路段，但部分班次會於小金井站連結或分離5輛附屬編組，或以10輛編組運行所有路段。从 2015 年左右开始，列车外侧的目的地显示屏开始显示 "宇都宫线内快速"（北行至大崎站）和 "横须贺线内普通"（南行至大宫站），并与目的地交替显示。 在 E233 系列列车的全彩 LED 显示屏上，"快速 "指示以橙色■（显示在上述 "快速 "路段）和绿色■（显示在上述 "普通 "路段）显示。

#### 高崎線－東海道線系統
在横须贺线的西大井站、新川崎站、保土谷站和东户塚站没有该系统的定期列车停车。 要到达这些车站，您需要换乘湘南新宿线的宇都宫线 - 横须贺线系统、总武快速线 - 横须贺线系统（西大井站 - 东户塚站）或埼京线 - 相铁系统（仅西大井站）。
- 湘南新宿線普通／湘南新宿線快速（高崎線：普通、大宮 - 大船間：快速、東海道線：普通）
  - 它们于 2001 年 12 月 1 日，湘南新宿线开通时开始运营。 白天时段，每小时有一班列车往返于笼原站与平塚站・国府津站之间（截至 2015 年 6 月 10 日的时刻表[4]）。 在没有特别快速列车的通勤高峰时段，高崎站与国府津站・小田原站之间的列车运行时间最长，每小时有两到三班列车。
  - 此外，湘南新宿线的列车的运行区间，北端并不止于高崎站，每天都有个别班次能直通运行至两毛线的前桥站（或自前桥站始发南下，经过高崎）。早上会有几班自前桥站始发的南行列车运行，而北行到达前桥的列车只晚上开设。
  - 大崎站至户塚站之间的列车与横须贺线的列车在同一轨道上运行，该车会通过横须贺线的西大井站、新川崎站、保土谷站和东户塚站，因此被称为 "湘南新宿线快速列车"，但基本上是直接连接高崎线和东海道线普通列车的普通列车。在南行列车运行至大宫站以南、北行列车运行至大崎站以北时，车厢内和车站内都会显示为 "湘南新宿线 普通"。
  - 即使是被称为 "快速"列车的北行列车，也会从第一站开始显示 "快速"标志；因为它们停靠东海道线的每个车站，在户塚站之前也会被表示为普通列车。大约从 2015 年开始，处于快速运行区间的北行列车，车厢外侧的目的地显示屏会交替显示 "高崎线普通 "和目的地。
  - 除部分区间外，所有列车均为 15 节车厢 [5]（高崎线往返笼原站和深谷站的所有列车均为 15 节车厢。 从深谷站开往高崎站和前桥站的列车，在笼原站会合并/解挂 5 节车厢，因此列车在小田原·国府神·平塚 - 笼原站之间使用 15 节车厢，在笼原站 - 高崎·前桥站之间使用 10 节车厢。
  - 开始运营时，列车在高崎线内也会以快速列车运行（高崎线内的停靠车站与现在的特别快速列车相同），但随着 2004 年 10 月 16 日的时刻表修订，这些列车停运，取而代之的是特别快速列车。
  - 在 E233 系列的全彩色 LED 显示屏上，列车显示为橙色■（在上述显示为 "快速 "的路段）和绿色■（在上述显示为 "普通"的路段）。
  - 如果时刻表混乱，列车可能会在上述于横须贺线通过的四个车站停车，主要是在早高峰时段。

- 湘南新宿線特別快速（全区间特别快速）
  - 2004年10月16日開始運行。白昼时段每小時運行1班次（2015年6月20日[4]）。在高崎线内，湘南新宿线的列车取代了原来白昼时段往返于上野站的 "都市 "快速列车（“快速アーバン”）。 由于被取代的日日间时段的 "城市 "快速列车过去停靠北本站，因此特别快速列车现在停靠北本站。
  - 在东海道线内内运行的特别快速，停车站与 2023 年 3 月取消的快速 "Actee "（アクティー）之前的停车站相同。 湘南新宿线 "特别急行 "和上野东京线快速 "Actee"曾在此路段并存[† 7]，但在 2021 年 3 月修订时刻表后，"Actee "变成了只在夜间运行的下行列车，因此并存的情况结束。 此外，由于快速 "Actee "在 2023 年 3 月的时刻表修订中被取消，因此特别快速是东海道线（JR 东日本段）上唯一与普通列车使用相同车辆的优等普通列车。
  - 除了北行的第一班列车在平塚站始发，特别快速均在高崎 - 小田原之间运行。
  - 在高崎线内，南行的特别快速列车在桶川站，北行的特别快速列车在鸿巢站，都可以接续换乘普通列车（部分北行列车除外）。在东海道线上，南行的特别快速列车在平塚站，[† 8]而北行的特别快速列车则在国府站、平塚站或大船站都可以接续换乘开往东京方向的普通列车（部分列车除外）。
  - 所有列车在笼原站连接上或解挂五节车厢连[5]，小田原・平塚 - 笼原站之间运行的列车均为15节车厢的列车，笼原站和高崎站之间的列车均为10节车厢列车。E233系列车的全彩 LED 显示屏以蓝色显示所有区间 ■。

### 列車編號
湘南新宿線列車的列車編號是4位數字與1個英文組合而成（例：2100Y），由以下的規則決定：
千位數字
表示运行系统。
- 2：湘南新宿线普通（宇都宫線普通 - 横須賀線普通）・湘南新宿线普通／快速（高崎線普通 - 東海道線普通）
- 4：湘南新宿线普通／快速（宇都宮線快速 - 横須賀線普通）・湘南新宿线特別快速（高崎線特別快速 - 東海道線特別快速）

百位數字
宇都宫线 - 横须贺线系统为 5，高崎线 - 东海道线系统为 8。
十位數字与个位数字
南行列车（大船方向）从 21 开始，北行列车（大宫方向）从 20 开始，南行列车用奇数表示，北行列车用偶数表示。
末尾的英文字母
- 全部列车使用Y字母

### 其他
跨年的徹夜運行
以首都圈為主的JR線於跨年時會實施徹夜運行措施，湘南新宿線是以往鎌倉市的鶴岡八幡宮之初詣（新年參拜）旅客為對象，運行宇都宮線 - 橫須賀線系統之普通列車。
事故發生時之影響
因為湘南新宿線是透過山手貨物線連結宇都宮線、高崎線及東海道線、橫須賀線進行大範圍的直通運轉，且山手貨物線與埼京線共用，因此各線及與埼京線直通運轉的臨海線、川越線一旦發生延遲事故，便會一口氣波及其他路線。
因此，在发生延误时，可能会全线停运列车，也可能中途终止运行中的列车。 湘南新宿线除了正常的折返站（大船、小金井、鹿原）外，还会在通常不会进行折返的边界车站与分歧车站运行，也会在通常不折返的湘南新宿线以外的车站运行。例如由横须贺线始发的北行列车改道至品川站时，在有空余站台的情况下会到达品川站并同时终止列车运行。此外，列车处于大宫站以北、大船站以南和以西的车站时，列车可能会等待很长时间，直到可以直通运行为止。 同样，在到达只有一个供湘南新宿线列车停车的月台的车站，如大宫站和池袋站，列车可能会因前方有列车而无法到站，并在站前长时间停车。当横须贺线发生延误时，高崎线-东海道线的列车可能会在横须贺线的车站临时停车。但当横须贺线恢复正常运行时，埼京线以及往返于上野站和东京站的列车具有优先权，湘南新宿线往往会长时间停运或延误。
尖峰時所需時間
平日晨間尖峰時與户塚站 - 西大井站間同一路線行駛的橫須賀線普通列車行駛間隔太短，又沒有可供待避的設施，就算是快速（東海道線 - 高崎線系統）也與橫須賀線普通列車需要相同時間。例如户塚站7時56分發車往高崎至橫濱站要13分鐘，與戸塚站7時59分發車8時9分至橫濱的東海道線普通列車（往東京）行駛時間相同。
與埼京線間的比較
因為湘南新宿線經過池袋站 - 赤羽站間的山手貨物線、東北貨物線，理論上比同區間經由赤羽線的埼京線還要更長時間，但因赤羽站 - 大宮站間只停浦和站，與宇都宮、高崎線同一路線及在武藏浦和站等停車且距離長0.9km之埼京線相比，所需時間較短。但是利用大崎站 - 池袋站間的各站至大宮站的埼京線通勤快速時，所需時間沒有差異。
此外因為電車大環狀線、列車特定區間（池袋 - 赤羽間）及經路特定區間（赤羽 - 大宮間）等特例，運費上兩者都以池袋（赤羽線）赤羽（宇都宮線）大宮計算。

## 使用车辆

### 現在使用車輛
E231系近郊型（2001年-）・E233系3000番台（2015年-）
列车侧面的颜色带为橙色和绿色（■■），俗称 "湘南色"。 它们在东海道线、宇都宫线和高崎线以及上野东京线的列车上普遍使用。
- 於2001年运营開始時使用小山車輛中心（當時是小山電車區）所屬的E231系（當時國府津車輛中心尚未配置E231系）。於2004年10月16日的時刻表調整湘南新宿線全列車改以E231系運轉，全列車的4、5號車導入綠色車廂，同時最高速度提高至120km/h，縮短所需要的時間。
- 自 2004 年 10 月 16 日修订时刻表以来，连接宇都宫线和横须贺线的列车基本上由小山车辆中心所属的车辆运营，而连接高崎线和东海道线的列车则由国府津车辆中心所属的车辆运营。2015 年上野东京线开通后，其中的部分班次开始与湘南新宿线的班次使用同一部分车辆。
- 2006 年 7 月（平成 18 年），小山山所属的部分列车被借给国府津车辆中心，用于高崎线 - 东海道线的运营；同年 2 月（平成 18 年），部分国府津车辆中心的列车也被借给小山车辆中心，用于宇都宫线 - 横须贺线的运营。
- 这些列车以 10 节车厢的基本列车或由一列10节编组的基本列车和一列5节编组的附属列车（连接宇都宫站和高崎站）组成的 15 节车厢列车的形式运行。 在宇都宫线-横须贺线系统中，约 75% 的列车使用 15 节编组列车，其中大部分列车在宇都宫站前使用 15 节编组列车（部分列车会在小金井站进行扩编或缩编，而在宇都宫站和小金井站之间使用 10 节编组列车）。 高崎线-东海道线系统的所有列车均为 15 节车厢列车，5节车厢的附属列车在笼原站进行扩编和拆卸。 由于站台的有效长度，笼原站以北的列车使用 10 节车厢，除了平日早上从深谷出发的列车。
- 湘南新宿线刚开始运行时没有 "湘南新宿线 "的昵称，但在 2004 年 10 月 16 日修订时刻表之后， E231系列车开始使用 "湘南新宿线 "的昵称表示列车信息。
- 自 2015 年 3 月 14 日起，由于上野东京线开通后对东海道线、宇都宫线和高崎线的列车运行进行了重大调整，湘南新宿线除使用 E231 系外，还开始使用了 E233 系；这之后E231系 和 E233 系也开始同时运行。

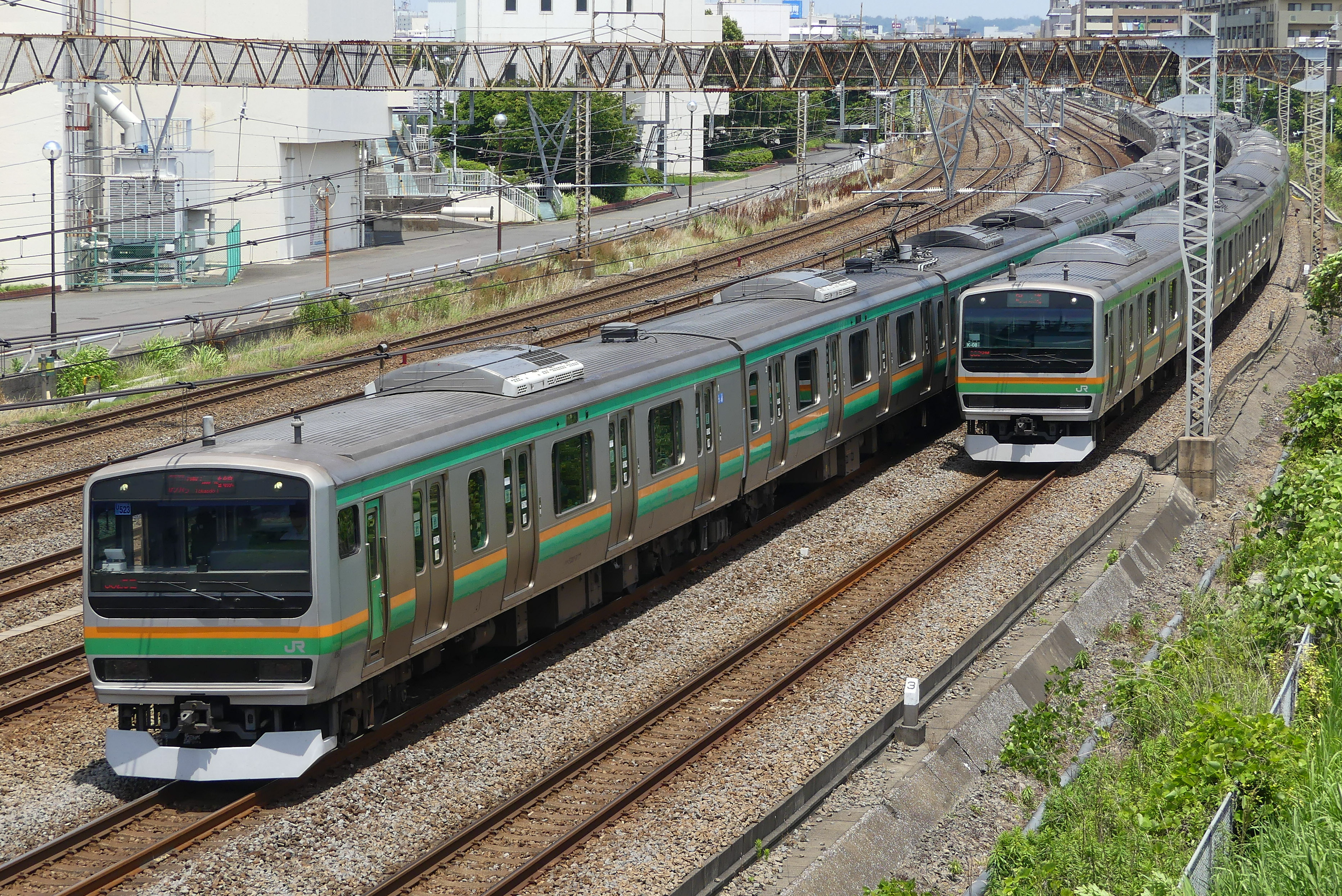
E231系近郊型
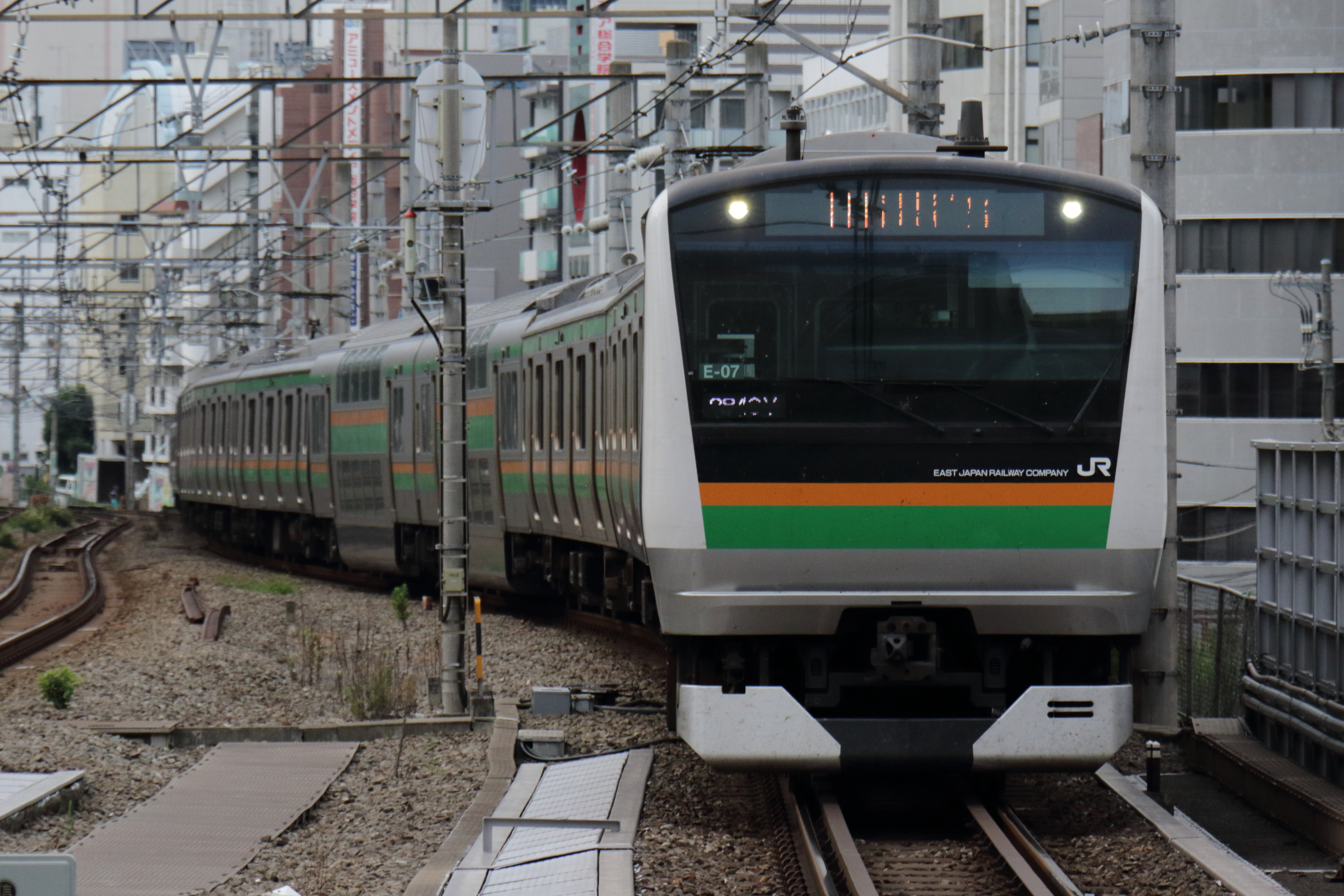
E233系3000番台
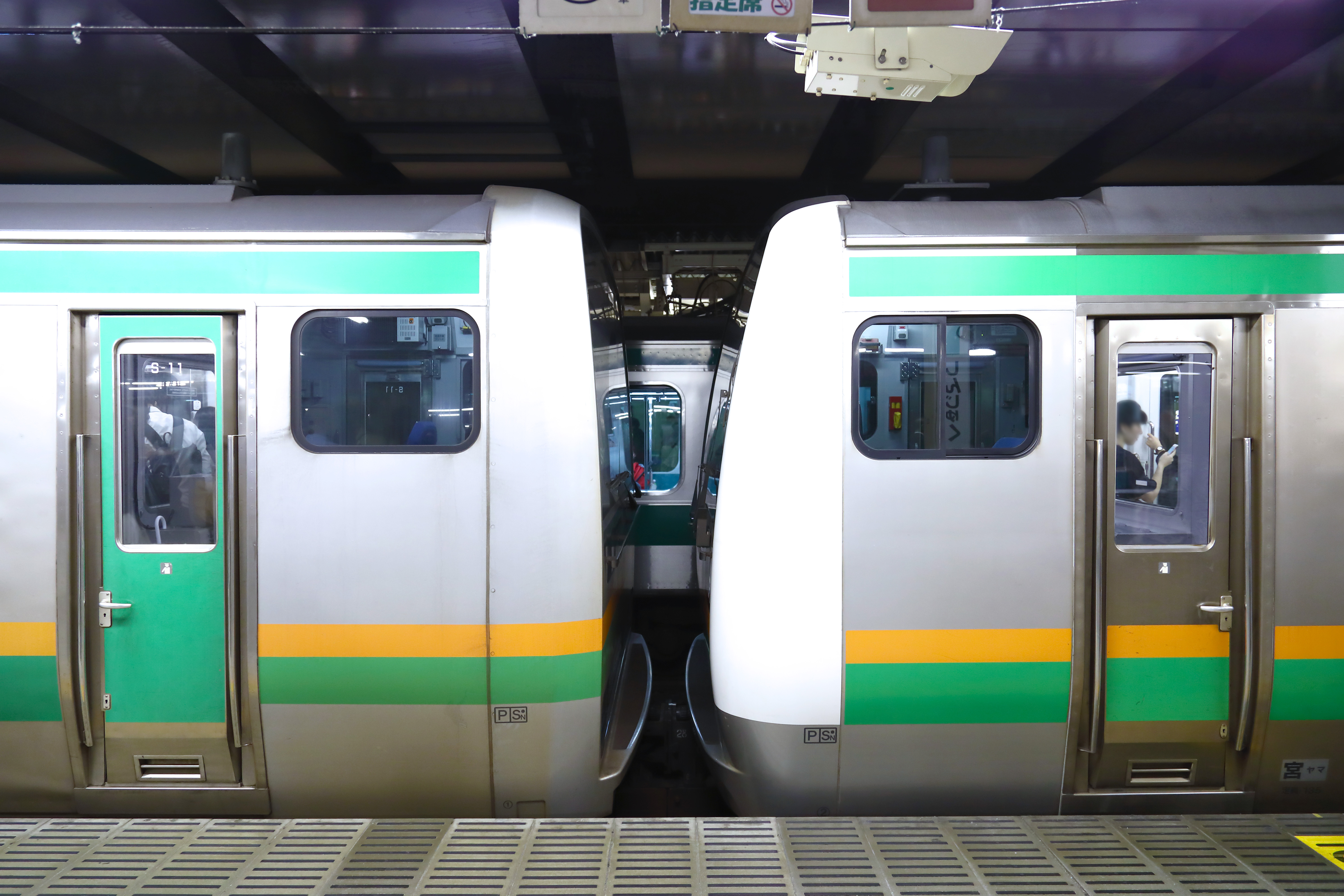
上野东京线开业后，E231系与E233系开始共同运行。

### 過去使用車輛
- 211系

- 新前橋電車區（现称高崎車輛中心）所屬車輛（10輛編成/15輛編成）於東海道線～高崎線直通列車、橫須賀線～宇都宮線直通列車兩方均使用過，在2004年10月16日時刻表修訂全列車E231系化時撤退。運用時與E231系不同的是在車頭前方上部有「○○線直通」標示，使用字幕式的行先表示器後在快速等列車使用「新宿經由」的紅色文字標示於側面。
- 因為施工的關係，在大宮站～大船站間的直通運轉中止的時候，曾由田町電車區（現東京車輛中心田町中心）所屬211系電車於新宿站～東海道線區間運轉。

- 115系

宇都宮線～橫須賀線直通列車原使用小山電車區（現稱小山車輛中心）所屬車輛、在115系更換為E231系電車時，於2002年6月撤退，與211系同樣使用字幕式行先表示器，車頭前面上部有「○○線直通」側面有「新宿經由」標示。
- 215系/E217系

從2001年運行開始到2004年10月16日時刻表修正為止，使用於新宿站～橫須賀線（週六日東海道線亦是）折返列車。田町電車區（現稱田町車輛中心）所屬的215系是10輛編成、鎌倉總合車輛中心（現稱鎌倉車輛中心）所屬的E217系是11輛編成，亦有連結綠色車廂。車頭前面的種別表示器，215系是「普通」（橫須賀線系統）以及「快速」（限定週六日的東海道線系統）、E217系往橫須賀線行駛是「橫須賀線‐總武線」、往新宿行駛是「普通」。
- 113系

因工程等理由在大宮站～大船站間的直通運轉中止之時，曾以國府津電車區（現国府津車輛中心）所屬的113系電車11輛編成於新宿站～東海道線運用，JR東海靜岡車輛區所屬113系也以4輛編成（現T100編成）行駛至新宿，當時，東海所屬車輛因為沒有「新宿」的標示，與「國府津」車輛之間標示表示方式有差異。

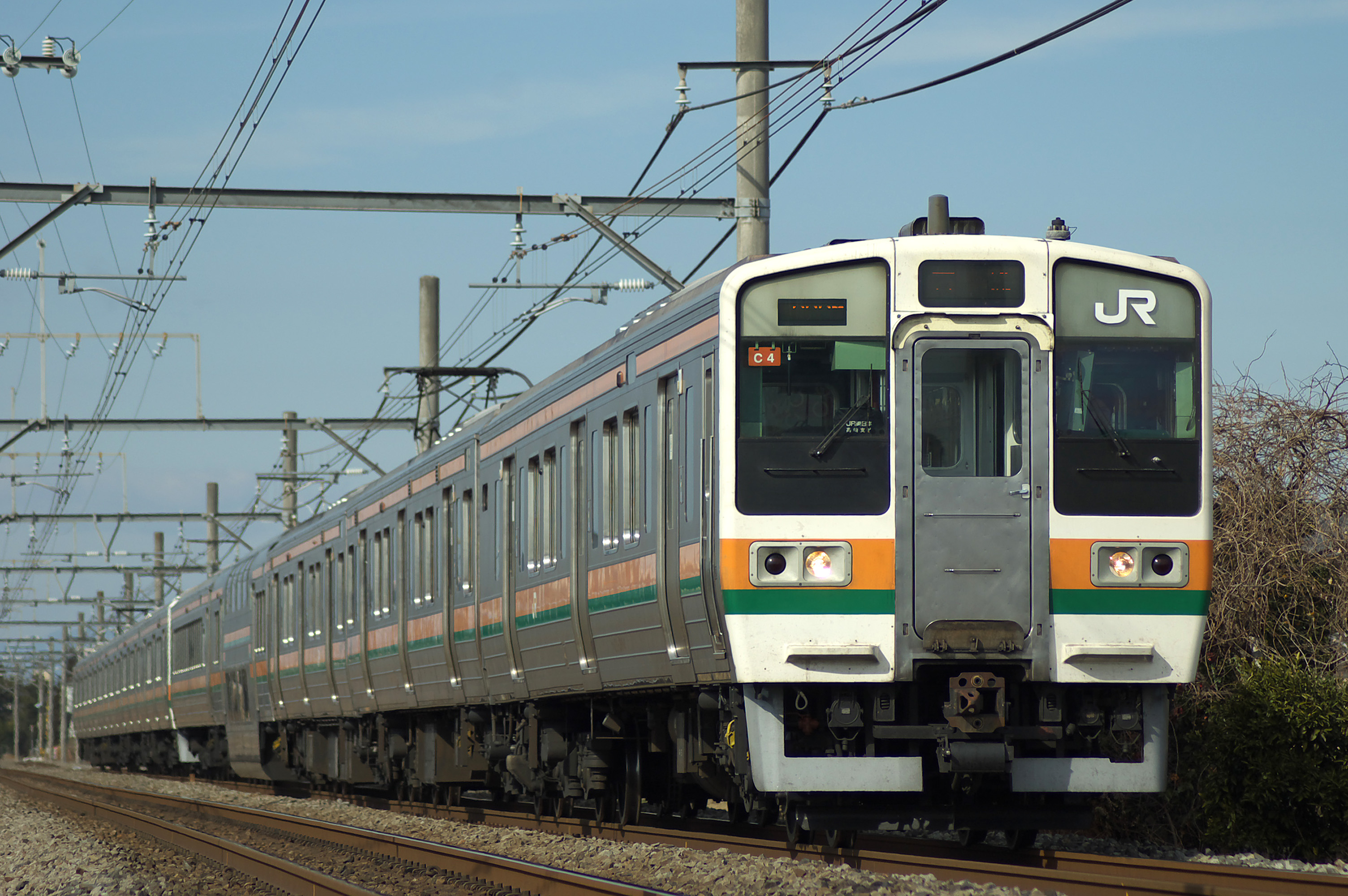
221系
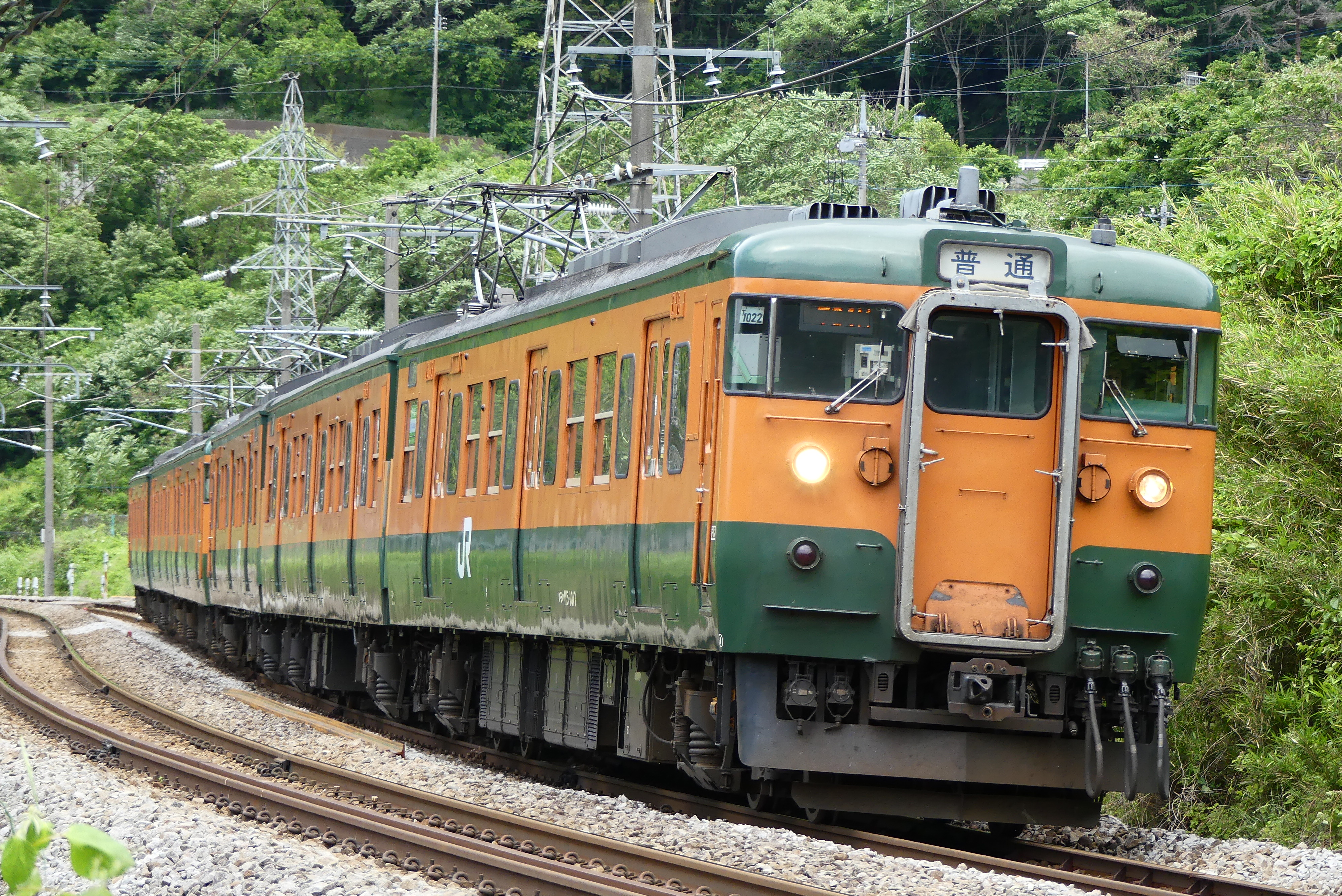
115系
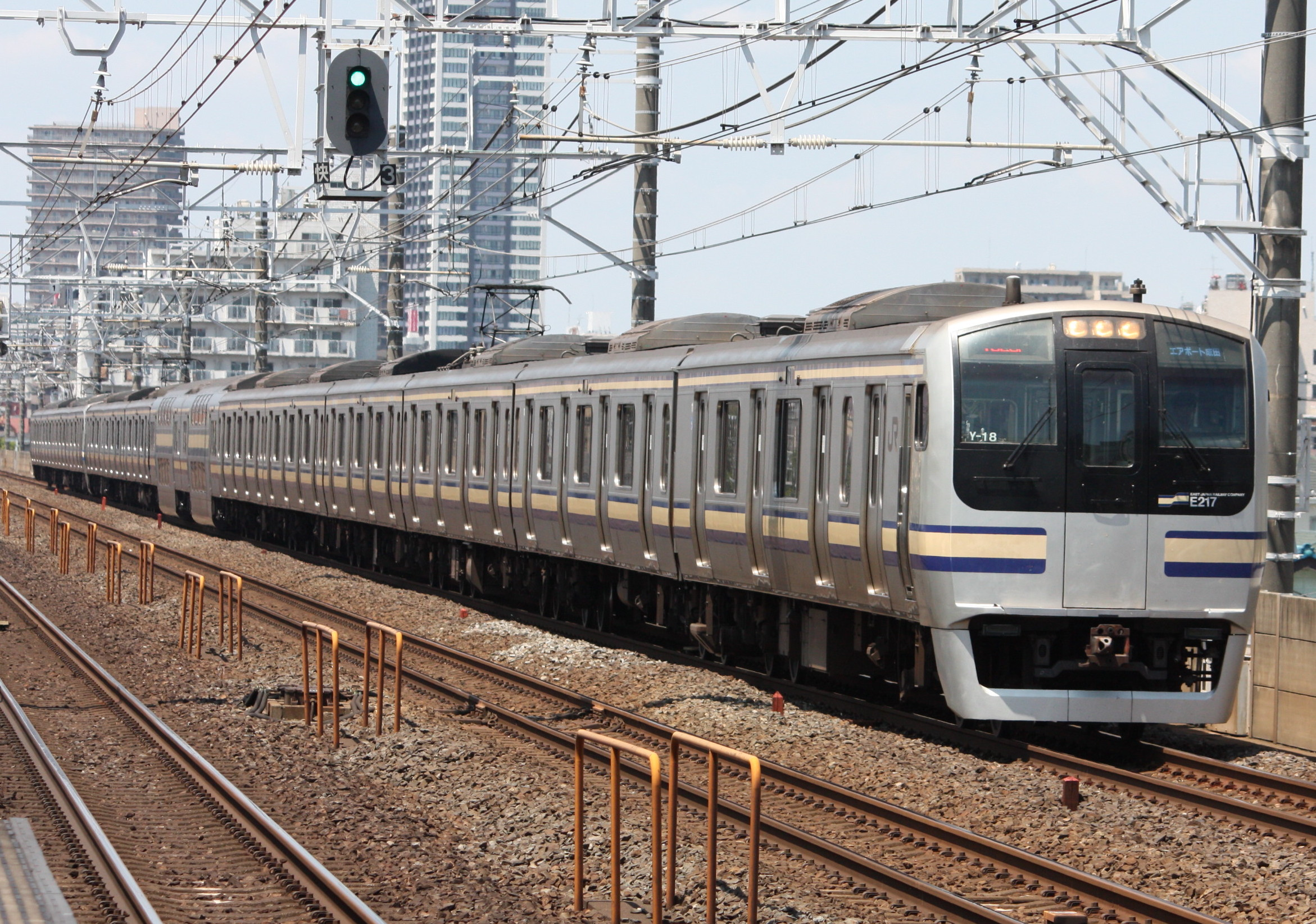
E217系
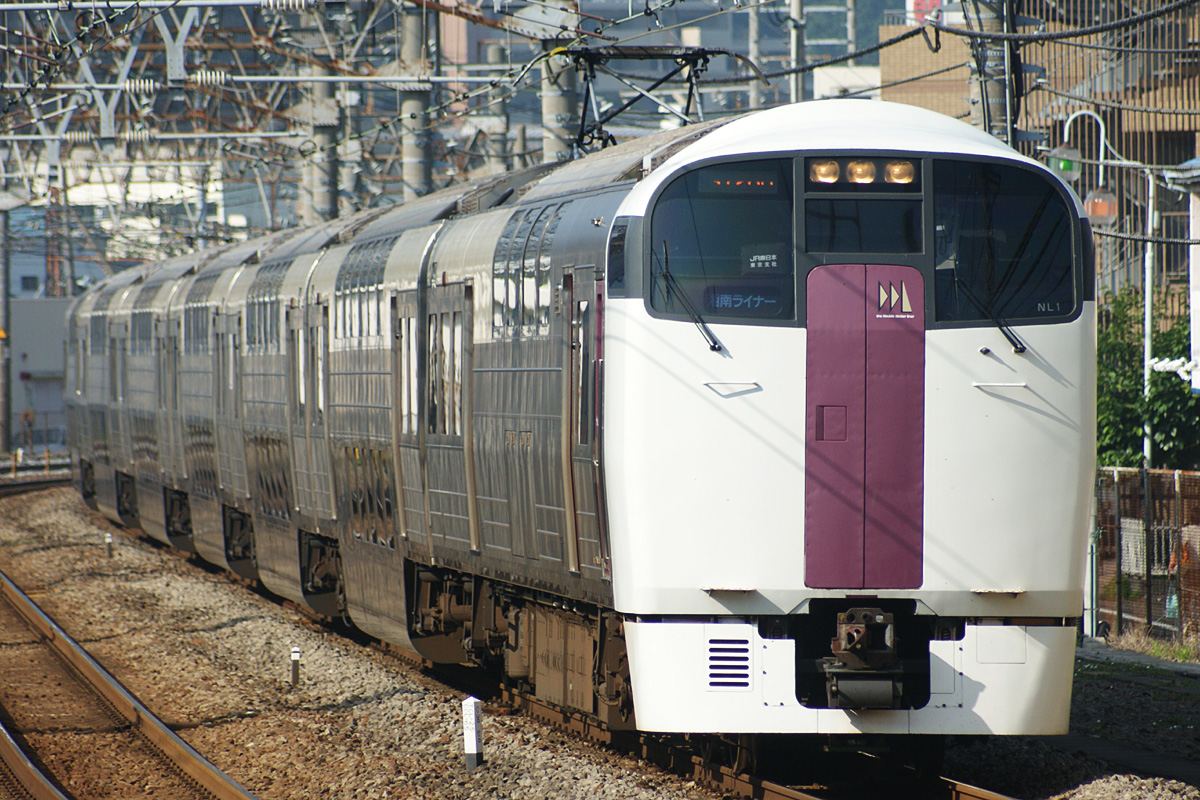
215系

## 車站列表・停车站
此處是湘南新宿線設有車站編號的大宮站－逗子站間的停靠站與停車類別、接續路線、所在地等，由北側至南側的列表。
- 特定都區市內制度適用範圍車站：＝東京山手線內、＝東京都區內、＝橫濱市內
- 營業距離：运行公里数是指途经田端站和武藏小杉站的公里数，而从新宿站出发的运行公里数是指（）内计算票价时使用的途经十条站和大井町站的公里数。
- 「湘南新宿線列車類別」的表記為『JR時刻表』的湘南新宿線的頁面標記（無表記為「普通」）。
- 停車站
  - ● 表示停车，｜表示列车通過此站，|| 表示列车不会经过这一段路线
  - 特急、臨時快速「月光越後」：參見列車條目
  - Home Liner：參見「湘南Liner」
- 東日本旅客鐵道與東急電鐵的路線名為運行系統上的名稱（與正式路線名不同）。站名若有不同則以⇒顯示站名。
- 與貨物線有關參見「東北貨物線」與「品鶴線」。
- 大宮－大船途經東京的停車站列表參見「上野東京線」。

| 正式路線名                 | 行走軌道                   | 車站編號                   | 中文站名                   | 日文站名                   | 英文站名                   | 站間營業距離               | 新宿起計營業距離           | 湘南新宿線 列車類別 | 湘南新宿線 列車類別 | 湘南新宿線 列車類別 | 湘南新宿線 列車類別                                                                       | 接續路線 | 所在地 | 所在地 | 所在地 |
| 正式路線名                 | 行走軌道                   | 車站編號                   | 中文站名                   | 日文站名                   | 英文站名                   | 站間營業距離               | 新宿起計營業距離           | 普通                | 快速／普通          | 普通／快速          | 特別快速                                                                                  | 接續路線 | 所在地 | 所在地 | 所在地 |
| -------------------------- | -------------------------- | -------------------------- | -------------------------- | -------------------------- | -------------------------- | -------------------------- | -------------------------- | ------------------- | ------------------- | ------------------- | ----------------------------------------------------------------------------------------- | --- | --- | --- | --- |
|                            |                            |                            |                            |                            |                            |                            |                            |                     |                     |                     |                                                                                           | | | | |
| 直通至                     | 直通至                     | 直通至                     | 直通至                     | 直通至                     | 直通至                     | 直通至                     | 直通至                     | 宇都宮線            | 宇都宮線            | 高崎線              | 高崎線                                                                                    | - 宇都宮線（東北本線）宇都宮站（一部分列車於小金井站折返、古河始發） - 高崎線 高崎站（一部分列車於籠原站折返、深谷始發）與、途經高崎線直通至■上越線 新前橋站、■兩毛線 前橋站 | - 宇都宮線（東北本線）宇都宮站（一部分列車於小金井站折返、古河始發） - 高崎線 高崎站（一部分列車於籠原站折返、深谷始發）與、途經高崎線直通至■上越線 新前橋站、■兩毛線 前橋站 | - 宇都宮線（東北本線）宇都宮站（一部分列車於小金井站折返、古河始發） - 高崎線 高崎站（一部分列車於籠原站折返、深谷始發）與、途經高崎線直通至■上越線 新前橋站、■兩毛線 前橋站 | - 宇都宮線（東北本線）宇都宮站（一部分列車於小金井站折返、古河始發） - 高崎線 高崎站（一部分列車於籠原站折返、深谷始發）與、途經高崎線直通至■上越線 新前橋站、■兩毛線 前橋站 |
| 宇都宮線、高崎線內的類別   | 宇都宮線、高崎線內的類別   | 宇都宮線、高崎線內的類別   | 宇都宮線、高崎線內的類別   | 宇都宮線、高崎線內的類別   | 宇都宮線、高崎線內的類別   | 宇都宮線、高崎線內的類別   | 宇都宮線、高崎線內的類別   | 普通                | 快速                | 普通                | 特別快速                                                                                  | | | | |
| 東北本線                   | 東北貨物線                 | JS24                       | 大宮                       |                            |                            | -                          | 27.4                       | ●                   | ●                   | ●                   | ●                                                                                         | 東日本旅客鐵道： 宇都宮線、高崎線〈直通運行、停靠埼玉新都心〉（JU07）、 東北新幹線、山形新幹線、秋田新幹線、上越新幹線、北陸新幹線、 京濱東北線（JK47）、 埼京線（JA26）、■川越線 東武鐵道： 野田線（東武都市公園線）（TD-01） 埼玉新都市交通：伊奈線（New Shuttle）                                              | 埼玉縣 | 埼玉市 | 大宮區 |
| 東北本線                   | 東北貨物線                 | JS23                       | 浦和                       |                            |                            | 6.1                        | 21.3                       | ●                   | ●                   | ●                   | ●                                                                                         | 東日本旅客鐵道： 京濱東北線（JK43）、 宇都宮線、高崎線〈停靠埼玉新都心〉（JU05） | 埼玉縣 | 埼玉市 | 浦和區 |
| 東北本線                   | 東北貨物線                 | JS22                       | 赤羽                       |                            |                            | 11.0                       | 10.3                       | ●                   | ●                   | ●                   | ●                                                                                         | 東日本旅客鐵道： 京濱東北線（JK38）、 宇都宮線、高崎線〈上野、東京、品川、川崎（上野東京線、東海道線）方向〉（JU04）、 埼京線（JA15） | 東京都 | 北區 | 北區 |
| 山手線                     | 山手貨物線                 | JS21                       | 池袋                       |                            |                            | 5.5                        | 4.8                        | ●                   | ●                   | ●                   | ●                                                                                         | 東日本旅客鐵道： 埼京線（JA12）、 山手線（JY13） 東武鐵道： 東上本線（TJ-01） 西武鐵道： 池袋線 東京地下鐵： 丸之內線（M-25）、 有樂町線（Y-09）、 副都心線（F-09） | 東京都 | 豐島區 | 豐島區 |
| 山手線                     | 山手貨物線                 | JS20                       | 新宿                       |                            |                            | 4.8                        | 0.0                        | ●                   | ●                   | ●                   | ●                                                                                         | 東日本旅客鐵道： 中央線（快速）（JC05）、 中央·總武線（各站停車）（JB10）、 山手線（JY17） 京王電鐵： 京王線、 京王新線（KO01） 小田急電鐵： 小田原線（OH01） 東京地下鐵： 丸之內線（M-08） 都營地下鐵： 新宿線（S-01） 都營地下鐵： 大江戶線 ⇒新宿（E-27）、新宿西口（E-01） 西武鐵道： 新宿線 ⇒西武新宿（SS01） | 東京都 | 新宿區 | 新宿區 |
| 山手線                     | 山手貨物線                 | JS20                       | 新宿                       | 澀谷區                     |                            | 4.8                        | 0.0                        | ●                   | ●                   | ●                   | ●                                                                                         | 東日本旅客鐵道： 中央線（快速）（JC05）、 中央·總武線（各站停車）（JB10）、 山手線（JY17） 京王電鐵： 京王線、 京王新線（KO01） 小田急電鐵： 小田原線（OH01） 東京地下鐵： 丸之內線（M-08） 都營地下鐵： 新宿線（S-01） 都營地下鐵： 大江戶線 ⇒新宿（E-27）、新宿西口（E-01） 西武鐵道： 新宿線 ⇒西武新宿（SS01） | 東京都 | | |
| 山手線                     | 山手貨物線                 | JS19                       | 澀谷                       |                            |                            | 3.4                        | 3.4                        | ●                   | ●                   | ●                   | ●                                                                                         | 東日本旅客鐵道： 山手線（JY20） 東急電鐵： 東橫線（TY01）、 田園都市線（DT01） 京王電鐵： 井之頭線（IN01） 東京地下鐵： 銀座線（G-01）、 半藏門線（Z-01）、 副都心線（F-16） | 東京都 | | |
| 山手線                     | 山手貨物線                 | JS18                       | 惠比壽                     |                            |                            | 1.6                        | 5.0                        | ●                   | ●                   | ●                   | ｜                                                                                        | 東日本旅客鐵道： 山手線（JY21） 東京地下鐵： 日比谷線（H-02） | 東京都 | | |
| 山手線                     | 山手貨物線                 | JS17                       | 大崎                       |                            |                            | 3.6                        | 8.6                        | ●                   | ●                   | ●                   | ●                                                                                         | 東日本旅客鐵道： 山手線（JY24） 東京臨海高速鐵道： 臨海線（R-08） | 東京都 | 品川區 | 品川區 |
| 東海道本線                 | 品鶴線                     | JS16                       | 西大井                     |                            |                            | 5.6                        | 14.2                       | ●                   | ●                   | ｜                  | ｜                                                                                        | 東日本旅客鐵道： 橫須賀線〈品川、東京、千葉（總武快速線）方向〉（JO16） | 東京都 | 品川區 | 品川區 |
| 東海道本線                 | 品鶴線                     | JS15                       | 武藏小杉                   |                            |                            | 6.4                        | 20.6                       | ●                   | ●                   | ●                   | ●                                                                                         | 東日本旅客鐵道： 南武線（JN07） 東急電鐵： 東橫線（TY11）、 目黑線（MG11） | 神奈川縣 | 川崎市 | 中原區 |
| 東海道本線                 | 品鶴線                     | JS14                       | 新川崎                     |                            |                            | 2.7                        | 23.3                       | ●                   | ●                   | ｜                  | ｜                                                                                        | | 神奈川縣 | 川崎市 | 幸區 |
| 東海道本線                 | 横須賀線軌道               | JS13                       | 橫濱                       |                            |                            | 12.2                       | 35.5 (32.6)                | ●                   | ●                   | ●                   | ●                                                                                         | 東日本旅客鐵道： 京濱東北線、 根岸線（JK12）、 橫濱線、 東海道線〈川崎、品川、東京、上野（上野東京線）方向〉 東急電鐵： 東橫線（TY21） 京濱急行電鐵： 本線（KK37） 相模鐵道： 本線（SO01） 橫濱市營地下鐵： 藍線（3號線）（B20） 橫濱高速鐵道： 港未來線（MM01）                                                  | 神奈川縣 | 橫濱市 | 西區 |
| 東海道本線                 | 横須賀線軌道               | JS12                       | 保土谷                     |                            |                            | 3.0                        | 38.5 (35.6)                | ●                   | ●                   | ｜                  | ｜                                                                                        | | 神奈川縣 | 橫濱市 | 保土谷區 |
| 東海道本線                 | 横須賀線軌道               | JS11                       | 東戶塚                     |                            |                            | 4.9                        | 43.4 (40.5)                | ●                   | ●                   | ｜                  | ｜                                                                                        | | 神奈川縣 | 橫濱市 | 戶塚區 |
| 東海道本線                 | 横須賀線軌道               | JS10                       | 戶塚                       |                            |                            | 4.2                        | 47.6 (44.7)                | ●                   | ●                   | ●                   | ●                                                                                         | 東日本旅客鐵道： 東海道線（JT06） 橫濱市營地下鐵： 藍線（1號線）（B06） | 神奈川縣 | 橫濱市 | 戶塚區 |
| 東海道本線                 | [ R 3 ]                    | JS09                       | 大船                       |                            |                            | 5.6                        | 53.2 (50.3)                | ●                   | ●                   | ●                   | ●                                                                                         | 東日本旅客鐵道： 東海道線〈直通運行〉（JT07）、 橫須賀線〈直通運行〉（JO09）、 根岸線（JK01） 湘南單軌電車：江之島線 | 神奈川縣 | 橫濱市 | 榮區 |
| 東海道本線                 | [ R 3 ]                    | JS09                       | 大船                       | 鎌倉市                     |                            | 5.6                        | 53.2 (50.3)                | ●                   | ●                   | ●                   | ●                                                                                         | 東日本旅客鐵道： 東海道線〈直通運行〉（JT07）、 橫須賀線〈直通運行〉（JO09）、 根岸線（JK01） 湘南單軌電車：江之島線 | 神奈川縣 | | |
| 橫須賀線                   |                            | JS 08                      | 北鎌倉                     |                            |                            | 2.3                        | 55.5 (52.6)                | ●                   | ●                   | \|\|                | \|\|                                                                                      | 東日本旅客鐵道： 橫須賀線·總武線（快速）（JO 08） | 神奈川縣 | | |
| 橫須賀線                   | JS 07                      | 鎌倉                       |                            |                            | 2.2                        | 57.7 (54.8)                | ●                          | ●                   | \|\|                | \|\|                | 東日本旅客鐵道： 橫須賀線·總武線（快速）（JO 07） 江之島電鐵： 江之島電鐵線（EN15）       | | 神奈川縣 | | |
| 橫須賀線                   | JS 06                      | 逗子                       |                            |                            | 3.9                        | 61.8 (58.9)                | ●                          | ●                   | \|\|                | \|\|                | 東日本旅客鐵道： 橫須賀線〈久里濱方向〉（JO 06） 京濱急行電鐵： 逗子線 ⇒逗子·葉山（KK53） | 逗子市 | 逗子市 | | |
| 橫須賀線、東海道線內的類別 | 橫須賀線、東海道線內的類別 | 橫須賀線、東海道線內的類別 | 橫須賀線、東海道線內的類別 | 橫須賀線、東海道線內的類別 | 橫須賀線、東海道線內的類別 | 橫須賀線、東海道線內的類別 | 橫須賀線、東海道線內的類別 | 普通                | 普通                | 普通                | 特別快速                                                                                  | | | | |
| 直通至                     | 直通至                     | 直通至                     | 直通至                     | 直通至                     | 直通至                     | 直通至                     | 直通至                     | 橫須賀線            | 橫須賀線            | 東海道線            | 東海道線                                                                                  | - 橫須賀線逗子站（一部分列車於大船站折返） - 東海道線小田原站（一部分列車於平塚站、國府津站折返） | - 橫須賀線逗子站（一部分列車於大船站折返） - 東海道線小田原站（一部分列車於平塚站、國府津站折返）                                                                            | - 橫須賀線逗子站（一部分列車於大船站折返） - 東海道線小田原站（一部分列車於平塚站、國府津站折返）                                                                            | - 橫須賀線逗子站（一部分列車於大船站折返） - 東海道線小田原站（一部分列車於平塚站、國府津站折返）                                                                            |

1. 1 2  池袋－赤羽於車費計算上視作途經赤羽線（埼京線）。實際距離為途經上中里9.5公里
2. ↑  埼京線於池袋－大崎的路段與湘南新宿線共用軌道
3. 1 2  西大井－大崎段車費計算上被視作途經品川站
4. 1 2 3
5. ↑  多客期時特別快速每小時2班來回延長運行小田原－熱海一段。

備註
1. ↑  南行列車在宇都宮－大宮路段的列車種類均顯示為「快速」；大宮–大船顯示為「普通」。
北行列車大船–大宮顯示為「普通」；小田原–大船以及大宮–宇都宮顯示為「快速」。
2. ↑  南行列車在前橋－大宮路段的列車種類均顯示為「普通」；大宮–戶塚顯示為「快速」；戶塚–小田原顯示為「普通」。
北行列車小田原–大崎顯示為「快速」；大崎–前橋顯示為「普通」
3. ↑  列車在戶塚－大船段會按直通運行的路線分開行駛，因此在大船站停靠的月台並不相同。

## 歷史
※經由上野、東京站的南北直通運轉歷史請參閱上野東京線。

### 東北貨物線、山手貨物線的旅客化
- 利用山手貨物線的旅客列車在1980年代前半以前多半僅限於不定期列車、臨時列車。

1959年9月起至1964年9月新宿站～日光站間運行不定期準急「中禪寺」。此外，在東北、上越新幹線開業以前，於歲末年終等探親交通尖峰季節，為了解決上野站發車列車不足的現象，東北本線、奧羽本線、上越線、信越本線方向的下行臨時列車中的一部份由品川站始發，經過山手貨物線～東北貨物線來運轉。由橫濱方向往日光方向的修學旅行列車（集約臨）等在品川站轉換方向經過山手貨物線、東北貨物線運轉。
- 1984年3月：東北貨物線的大宮站～赤羽站間旅客化，平日早上交通尖峰時段的東北本線（宇都宮線的稱呼是從1990年開始）、高崎線中距離列車之一部份運轉經過貨物線至赤羽站。
- 1985年9月30日：赤羽線的赤羽站～池袋站間作為埼京線開始運行。
- 1986年3月3日：前年開業的埼京線（大宮站～池袋站）往新宿站延長、山手貨物線的池袋站～新宿站間旅客化。
- 1988年3月13日：由池袋站發車的東北本線、高崎線中距離列車由東北貨物線經過山手貨物線列車整日每小時1班運轉開始。
- 1990年代：由高崎線、宇都宮線方向經過山手貨物線往橫須賀線、東海道線的直通臨時列車「假期快速」運行開始。
- 1991年3月19日：「成田特快」運行開始。往新宿、池袋列車自橫須賀線品川站開始經過品鶴線～山手貨物線運轉。
- 1995年12月1日：至池袋站為止的一部份宇都宮線、高崎線列車（主要為夜間）延長至新宿站發車，池袋站～新宿站間與埼京線同樣於山手貨物線上行駛。
- 1996年3月16日：埼京線往惠比壽站延伸，於山手貨物線新設置澀谷站與惠比壽站。
- 1998年3月14日：假期快速、運行開始。

是新宿站～平塚站、小田原站間、是新宿站～鎌倉站間、1日1往復以215系運轉，自新宿站開始，經過線路為山手貨物線～大崎支線～橫須賀線。是在橫濱站東海道線月台發車、往東京方向轉線。湘南新宿線開始後終止運行。
- 1998年12月8日：「成田特快」在池袋站發車列車的一部份經由東北貨物線改延長至大宮站發車。

### 「湘南新宿線」登場之後
- 2001年9月21日：發表由橫須賀線、東海道線經由新宿站往宇都宮線、高崎線直通的新路線，並決定將此一系統愛稱定為「湘南新宿線」。
- 2001年12月1日：隨著時刻表的調整開始運轉，一天中25往復，為了將來可以在增加班次，開始進行池袋站北側山手貨物線與埼京線的立體交叉工程。
- 2002年5月：因為池袋站北側山手貨物線與埼京線立體交叉工程的影響，在工程結束以前，山手貨物線大塚～池袋間靠近池袋的一部份區間為單線，當時的湘南新宿線時刻表便是以此工程而單線化的前提，因而影響時刻表的編成。
- 2002年12月1日：隨著東京臨海高速鐵道臨海線全線開通與大崎站的埼京線、臨海線用月台的開始使用，全列車於大崎站靠站，同時以傍晚→夜間為中心湘南新宿線增發（計38往復），為了防止誤乘，「湘南線」早上上行列車名改為、傍晚下行列車改為。
- 2004年6月6日：池袋站北側山手貨物線與埼京線立體交叉化工程完工，池袋站南側與埼京線的平面交差消除，因此湘南新宿線列車可以大幅增班。
- 2004年10月16日：時刻表調整
  - 湘南新宿線增發（38→64往復）以及全列車南北直通運轉開始，運轉時間帶擴大至全日。
廢止新宿站折返列車及宇都宮線、高崎線之池袋站、新宿站折返列車，同時削減一部份東海道線、橫須賀線於東京站、橫濱站發車列車及宇都宮線、高崎線於上野站發車列車，移往湘南新宿線。這樣的調整使以靜岡車輛區113系8輛編成（4輛x2連）運轉的普通列車（於橫濱靜岡方向折返）消失。早上、夜間的增發時刻表有許多沿襲改正前宇都宮線、高崎線的池袋站、新宿站折返運轉列車。
  - 日間時段東海道線～高崎線系統列車中「特別快速」登場，在高崎線側停車站也包含替換高崎線於上野發車之日間快速列車，東海道線側則是為了確保東京發車電車中現況運轉列數6班（3班熱海發車普通電車、2班小田原發車普通電車、1本熱海發車快速），以追加東京發車列車的形式於湘南新宿線增發。
  - 大船發至大宮但未與宇都宮線直通的普通列車同一時間廢止。
  - 隨著特別快速的登場，一部高崎線內快速電車的快速運轉廢止。
  - 統一為全列車E231系連結綠色車廂2輛共15輛編成或10輛編成，一部份區間開始以120km/h運轉。
- 2004年12月31日起至2005年1月1日實施限期的終夜運轉，運行於高崎線～橫須賀線直通系統，大崎站～大船站間全區間各站停車，但從此以後並沒有再度實施，具有實驗的性質，之後的終夜運轉是在系統宇都宮線～橫須賀線系統運行普通列車。
- 2008年3月15日：時刻表調整[6]。在平日上午的時段於宇都宮線 - 橫須賀線系統增加1往復（64→65往復、週六與假日維持62往復）。
- 2009年3月14日：時刻表調整。夜間時段於高崎線 - 東海道線系統間增加1往復（平日65→66往復、週六與假日62→63往復）。如此一來無論平日或假日高崎線 - 東海道線系統均較宇都宮線 - 橫須賀線系統多1往復，此外假日中有7往復與平日1往復15輛化，假日中3往復中有57往復以15輛編成運行。
- 2010年3月13日：時刻表調整。西大井站 - 新川崎站間武藏小杉站開業，因此調整時刻表，湘南新宿線普通（宇都宮 - 横須賀系統）、快速・特別快速（高崎 - 東海道系統）全列車增停武藏小杉站。
- 2011年3月11日-4月3日：因為發生2011年日本東北地方太平洋近海地震，東京電力實施輪流停電因此全天停止運行。
- 2011年4月4日：自首班車開始重新運行。
- 2012年6月30日、7月1日：為了配合浦和站之高架化工程於東北貨物線上設置月台，南行路線移動位置。
- 2013年3月16日：JR東日本進行時刻表調整。东北货物線位於大宫至赤羽之間的浦和站第5、6號线月台启用，包括往返宇都宮與橫須賀之間的普通車，與高崎－東海道系統線的快速與特別快速列車在內，全列車皆增停浦和站。
- 2015年3月14日：時間表改正。E233系開始在本線運行。運行在籠原以南高崎線 - 東海道線系統的列車統一為15輛編成。
- 2019年11月30日：相鉄線直通運轉開始

## 湘南新宿線的問題點
- 由於湘南新宿線運行經過許多的路線區，因此容易因有關連之其他路線的時刻表混亂而受到影響，特別是因為橫須賀線運轉暫停時而連帶必須休息（其次是埼京線列車車庫所在之川越線的影響。請參見川越車輛中心）。同樣的湘南新宿線本身的混亂也容易影響其他線路，在延遲發生時直通運轉就必須變更終點站（改為到大宮、新宿、大崎、品川）甚至暫時停駛。此外也會發生的兩個線路之間透過湘南新宿線為媒介彼此影響造成運輸障礙的事件。（如橫須賀線發生人員事故影響川越線導致延遲）
- 在晨間尖峰時刻發生延遲時，與埼京線共線的山手貨物線內，因為線路容量之故，列車數多且無法轉移到其他線路的埼京線為優先，在車站或車站間（特別是赤羽站～池袋站～新宿站間）常常會臨時停車，對於通勤與通學利用者造成很大的風險。
- 尖峰時刻時，在與埼京線共用的山手貨物線內，池袋～新宿間的線路容量已經達到界限，已經沒有增班空間。同樣的開往大宮方向的運行列車數也相當少，這是由於路線的擁擠已經到了極限，而讓週五為主的埼京線臨時列車優先運行所導致。
- 在與山手線並行的池袋站～大崎站之間，在因10輛改至15輛編成而延伸月台之時，因為用地問題而選擇往橫濱方向延伸，結果從有靠橫濱方向月台的新宿站、澀谷站開始，其他站的樓梯都往靠大宮方向集中，導致靠大宮方向的混亂度很高，在與既有路線月台間的轉乘需要花上比較多的時間。
- 此外，因為「因時間調整的停車很多」、「在新宿站乘務員必須換班」、「因池袋站南側配線的狀況，與埼京線的速度限制不同」等等理由，導致繁忙時間有些列車與山手線所需時間沒有分別，因此該時段做為山手線快速列車的利用價值便降低，但仍有不少乘客於池袋～新宿～澀谷～大崎短區間內利用。
- 在新宿站～澀谷站間，位於代代木站附近之青山街道平交道，因近年列車班次增加，形成難以通過的平交道，來自地方居民的抱怨也開始出現，高架立體交叉化又因周圍被中央線與首都高速道路4號新宿線包夾導致施作困難，平交道地下道化的案子又因地方居民的反對，至今無法解決。
- 在澀谷站以南，東海道線～高崎線系統列車與橫須賀線～宇都宮線系統列車之停車站，或者是東海道線快速以及湘南新宿線「快速」、湘南新宿線「特別快速」之停車站有許多不同，容易造成利用者的困擾，因此在戶塚、橫濱、大崎各站容易造成搭錯車種的問題，快速全列車於戶塚站追加停車後，狀況才有所改善。
- 因日間東海道線直通的「快速」運行至平塚站（1往復是國府津站），在此站後的特別快速通過站（大磯站、二宮站、鴨宮站）沒有直接乘車的機會，橫須賀線與宇都宮線在2004年10月時刻表調整後，運轉區間縮小為宇都宮以南、逗子以北。
- 在品鶴線與大崎支線合流的舊蛇窪信號場是屬於平面交叉，在湘南新宿線的北行列車通過時品鶴線（橫須賀線）的下行列車便無法通過，形成時刻表上的瓶頸，為了消除此一問題，便產生了品鶴線上行線與大崎站8號線直接連結之短連絡線的鋪設計畫。
- 由於經過大崎支線，在新川崎、西大井～大崎間實際行駛的距離有縮短，但是票價並沒有減少，JR東日本的理由是「這個路線（最短路線）是之前的貨物線，並非旅客線，所以旅客票價的計算是以經過品川來計算，目前沒有考慮變更票價。」，在橫濱～大崎間，其運費的計算是以比湘南新宿線原本行駛距離更短的東海道線來計算，沒有發生類似的問題。
- 在橫濱站，因在東海道線直通快速列車在橫須賀線的月台發車，常常發生因搭錯而趕著上下車的情形，因此站員必須在湘南新宿線入站時，反覆廣播提醒乘客沒有停東戶塚站、保土谷站、新川崎站、西大井站。
- 平日深夜往大船方向開行的列車，在新宿發車後由21時59分到22時24分，有將近半小時左右的運轉間隔。
- 由於同時有10輛與15輛兩種運轉編成，因此必須去注意停車的位置，此外，在橫須賀線的停車站裡，湘南新宿線與橫須賀線的車輛在附屬編成的組合方式不同（請參照這裡），特別是要搭乘綠色車廂時的停車位置不同。
- 同屬南北直通運轉的上野東京線亦於東海道本線至宇都宮線及高崎線直通運行。如此一來，高崎線及東海道線的直通中距離電車會有相同終點站但分别經過東京站或新宿站2種類，較容易發生因趕著上下車而搭錯車的情形。

## 外部連結
- excite湘南新宿線的時刻表 （页面存档备份，存于）